# Autostrada A255 (Niemcy)
Autostrada A255 (niem. Bundesautobahn 255 (BAB 255) także Autobahn 255 (A255)) – autostrada w Niemczech przebiegająca w całości po terenie Hamburga. Jest połączeniem autostrady A1 z centrum Hamburga.

A255 zwana jest również Abzweig Veddel. 